# Villa rustica (Brading)

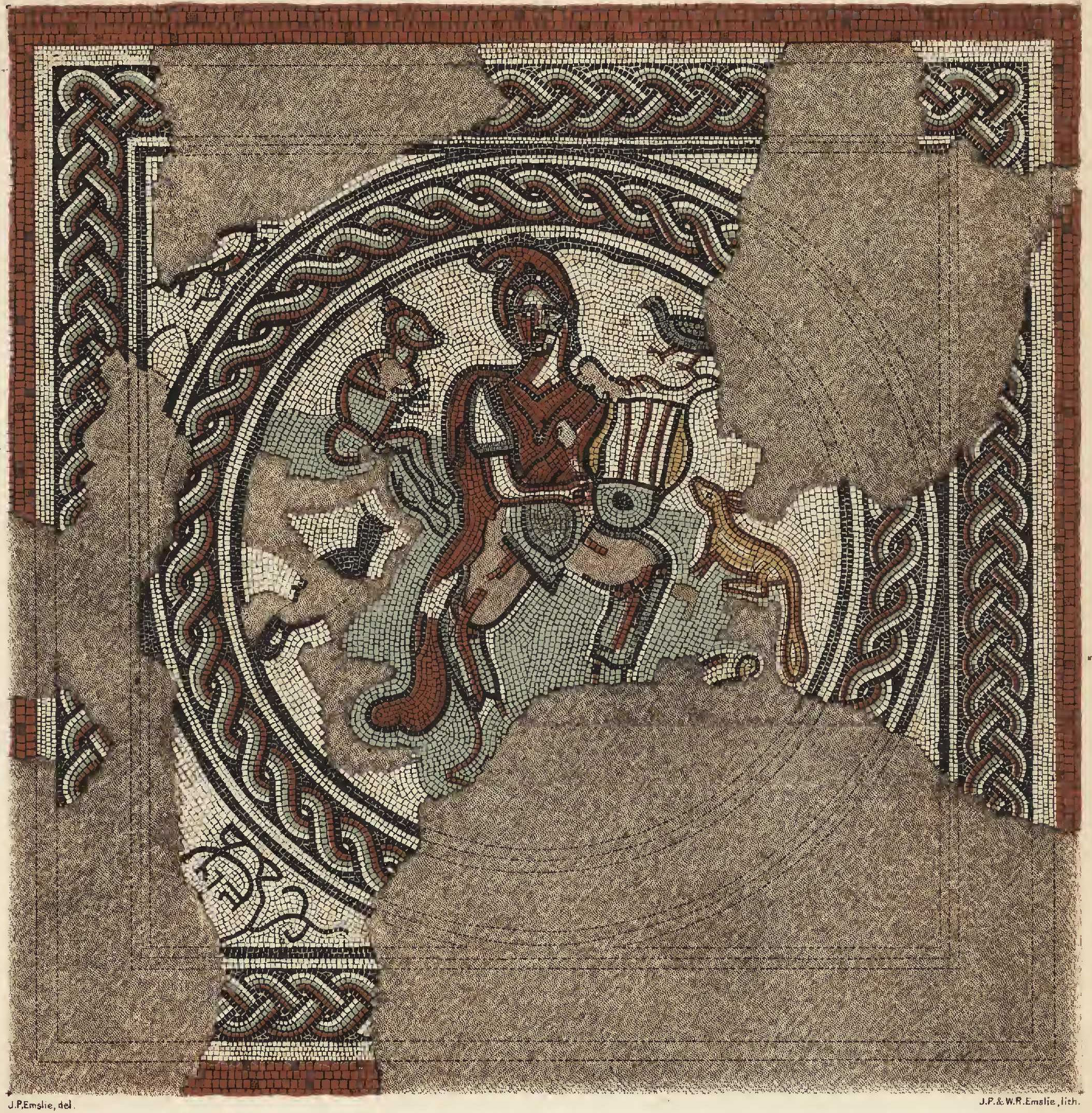
Mosaik mit Orpheus

Die Villa rustica von Brading ist ein römischer Gutshof (Villa rustica) auf der Gemarkung von Brading, einer Stadt auf der Isle of Wight (Vectis), England. Sie ist zum großen Teil ausgegraben und kann besichtigt werden. Sie ist bemerkenswert durch die reiche Ausstattung an Mosaiken.
Erste Besiedlungsspuren stammen aus der vorrömischen Eisenzeit. In römischer Zeit wurde hier ein erstes Haus aus Holz errichtet sowie ein kleines Bad. Die große mit Mosaiken ausgestattete Villa stammt aus dem vierten Jahrhundert n. Chr. Sie stand an der Westseite einer großen Einfriedung. An der Nordseite des Hofes standen landwirtschaftlich genutzte Bauten. Hier befanden sich anscheinend Ställe, aber auch Wohnräume. An der Südseite des Hofes lagen Werkstätten. Der ganze Komplex war von einer Mauer umgeben und bis ins fünfte Jahrhundert in Betrieb.
In der Antike lag die Villa an einem See, der aber in der Neuzeit trockengelegt wurde.

## Die Bauten der Anlage

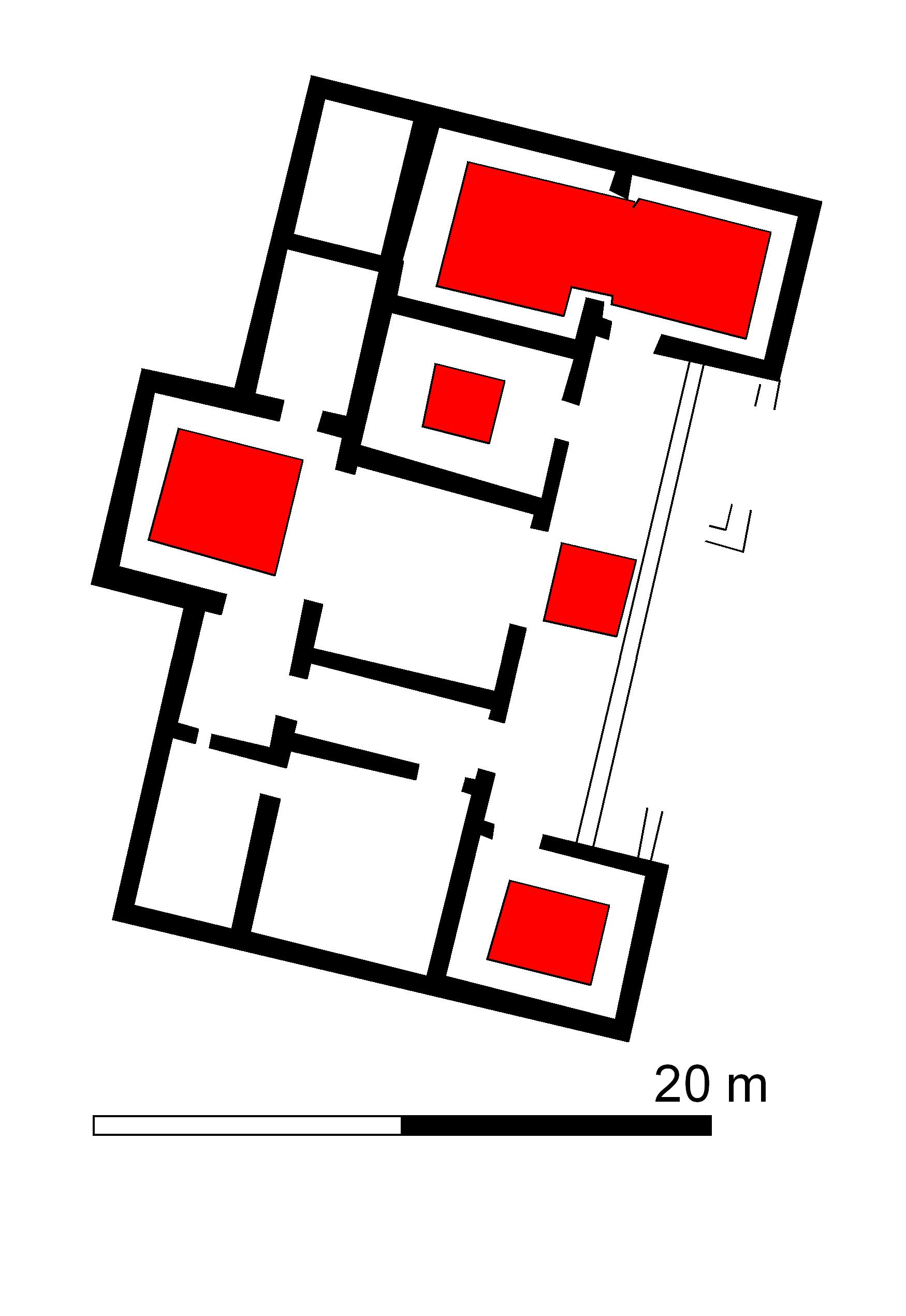
Plan des Haupthauses der Villa; rot: Räume mit Mosaik

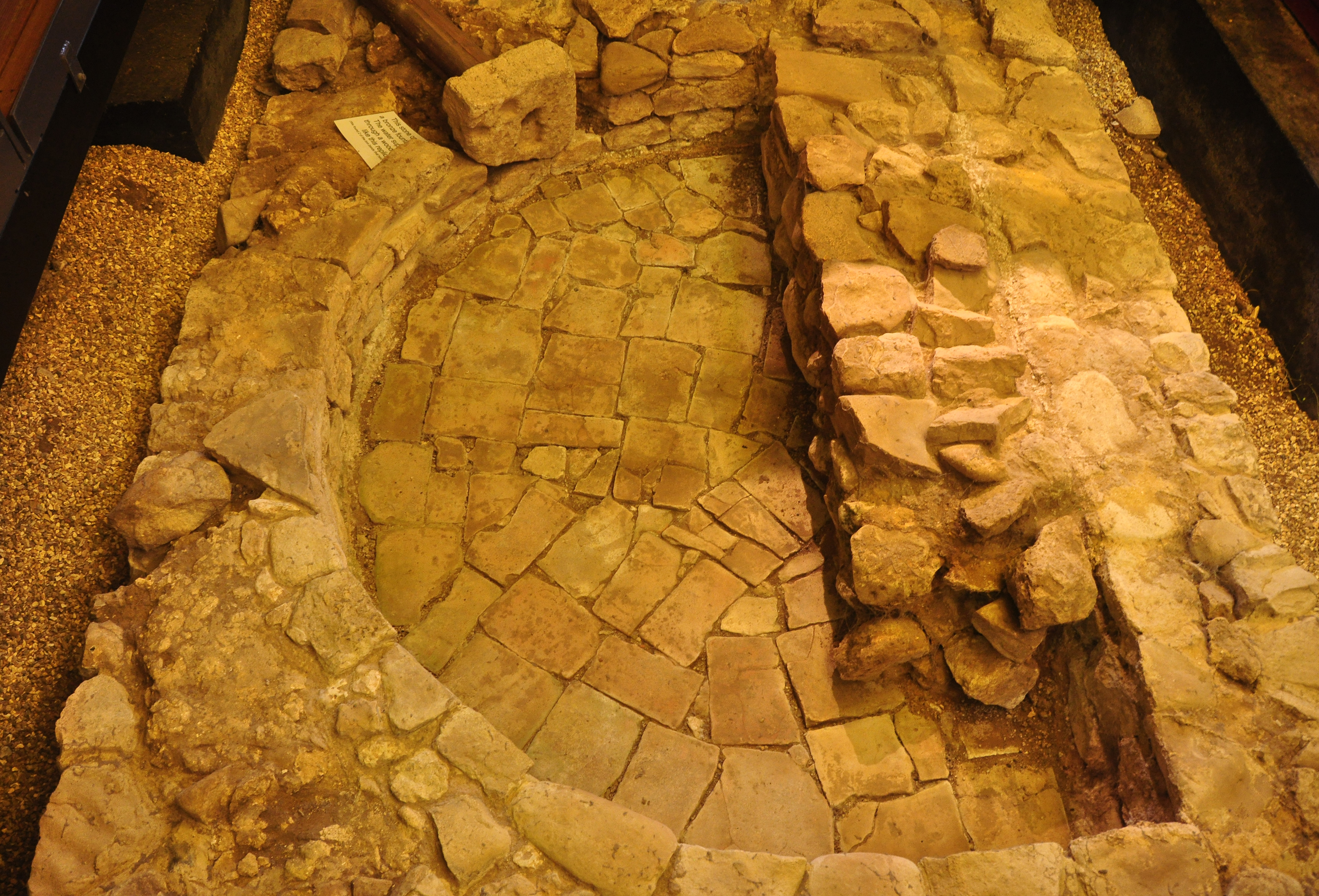
Das Nymphäum

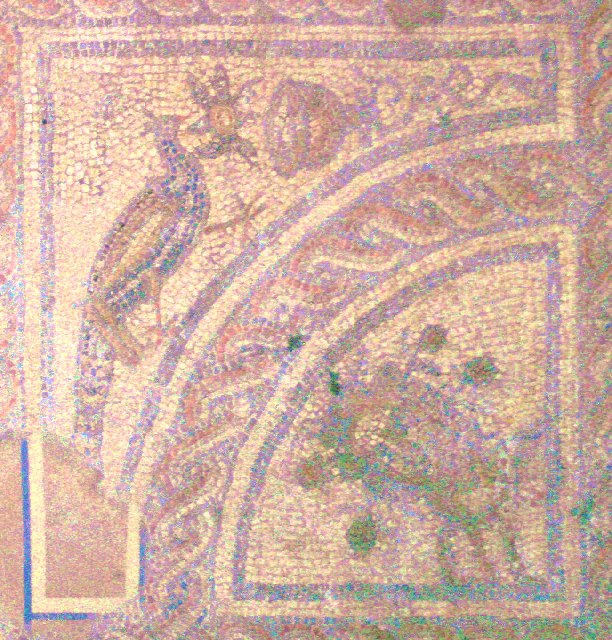
Büste einer Jahreszeit

Es gibt Belege für eine Besiedlung an der Stelle der Villa aus vorrömischer Zeit und es kann vermutet werden, dass diese Besiedlung ununterbrochen bis in die Zeit der römischen Herrschaft fortbestand. Bei dem ersten sicheren Bau auf dem Gelände der Anlage handelt es sich um eine 25 × 15 m große Halle aus Holz. An beiden Kurzseiten der Halle standen etwa gleichzeitig zwei etwas kleinere Steinbauten. Bei dem im Westen handelte es sich um ein kleines Bad mit drei Räumen. Diese Gebäude datieren ins erste Jahrhundert n. Chr. Das Bad ist vielleicht etwas später und wurde im zweiten Jahrhundert errichtet. Es war bis zu Beginn des vierten Jahrhunderts in Betrieb. Danach wurde es als Steinbruch genutzt. An der Stelle des Bades wurde später ein größerer, rechteckiger Bau mit Steinfundamenten errichtet. Seine Datierung ist unsicher. Er mag nachrömisch sein.
Am Ende des zweiten Jahrhunderts wurde die Halle niedergerissen und stattdessen im Norden ein viel größerer Bau errichtet. Dieser Bau bestand aus zwei Teilen. Im Westen befanden sich diverse Räume, die um eine Art Atrium angeordnet waren. Einige der Räume waren mit Wandmalereien ausgeschmückt. Offensichtlich handelte es sich um einen komfortablen Wohntrakt. Im Osten befand sich dagegen eine dreischiffige Halle. Am Ende des dritten oder zu Beginn des vierten Jahrhunderts wurde die eigentliche Villa im rechten Winkel zu dem bestehenden Haus errichtet. In etwa dieser Zeit wurde auch ein großer Hof eingerichtet. Das Gelände vor den Gebäuden wurde eingeebnet und es wurde im Süden und Osten eine Mauer gebaut. Das alte Bad im Süden der Anlage wurde aufgegeben. Die alte Halle im Norden erhielt ein Badeanlage.
Bei der Villa handelt es sich um einen rechteckigen Bau mit Eckrisaliten an der Vorderseite, nach Osten hin. Zwischen den Risaliten liegt eine Veranda. Hinter der Veranda liegt in der Mitte der größte Raum des Hauses, bei dem es sich vielleicht um eine Empfangshalle handelte. Dahinter liegt ein weiterer Raum, der im Norden und Süden von zwei schmalen Räumen flankiert wird. Es handelte sich wohl um ein Esszimmer, das mit der Empfangshalle durch eine breite Tür verbunden war. Hinter diesem Bau befinden sich die Reste eines einfachen, rechteckigen, einräumigen Steinbaus, dessen Datierung und Funktion unbekannt sind. Es wurde vermutet, dass es sich um ein Mausoleum handelte, doch gibt es dafür keine weiteren Belege. Nördlich der Villa verlief die Umfassungsmauer des Hofes. In der Umfassungsmauer befinden sich die Reste eines Nymphäums. Es handelt sich um eine rechteckige Steinstruktur (3,4 × 2,7 m) mit einem halbrunden Wasserbecken. In der zweiten Hälfte des vierten Jahrhunderts gab es einige Umbauten; vor allem wurde die Tür von der Empfangshalle zum dahinter liegenden Esszimmer verkleinert. In einer dritten Umbauphase wurde vor allem der mittlere Teil der Villa in Werkstätten und für landwirtschaftliche Aktivitäten umgewandelt. In die Veranda wurde ein Ofen zum Trocknen von Korn eingebaut. Diverse Räume der Villa hatten Hypokausten und waren mit Wandmalereien dekoriert. Im Nordflügel konnte ein über 20 Meter tiefer Brunnen ausgegraben werden, der jedoch schon aufgegeben wurde, als der Nordflügel errichtet wurde.
Anhand von Münzfunden kann davon ausgegangen werden, dass die Villa bis an den Beginn des fünften Jahrhunderts bewirtschaftet wurde.

## Mosaiken

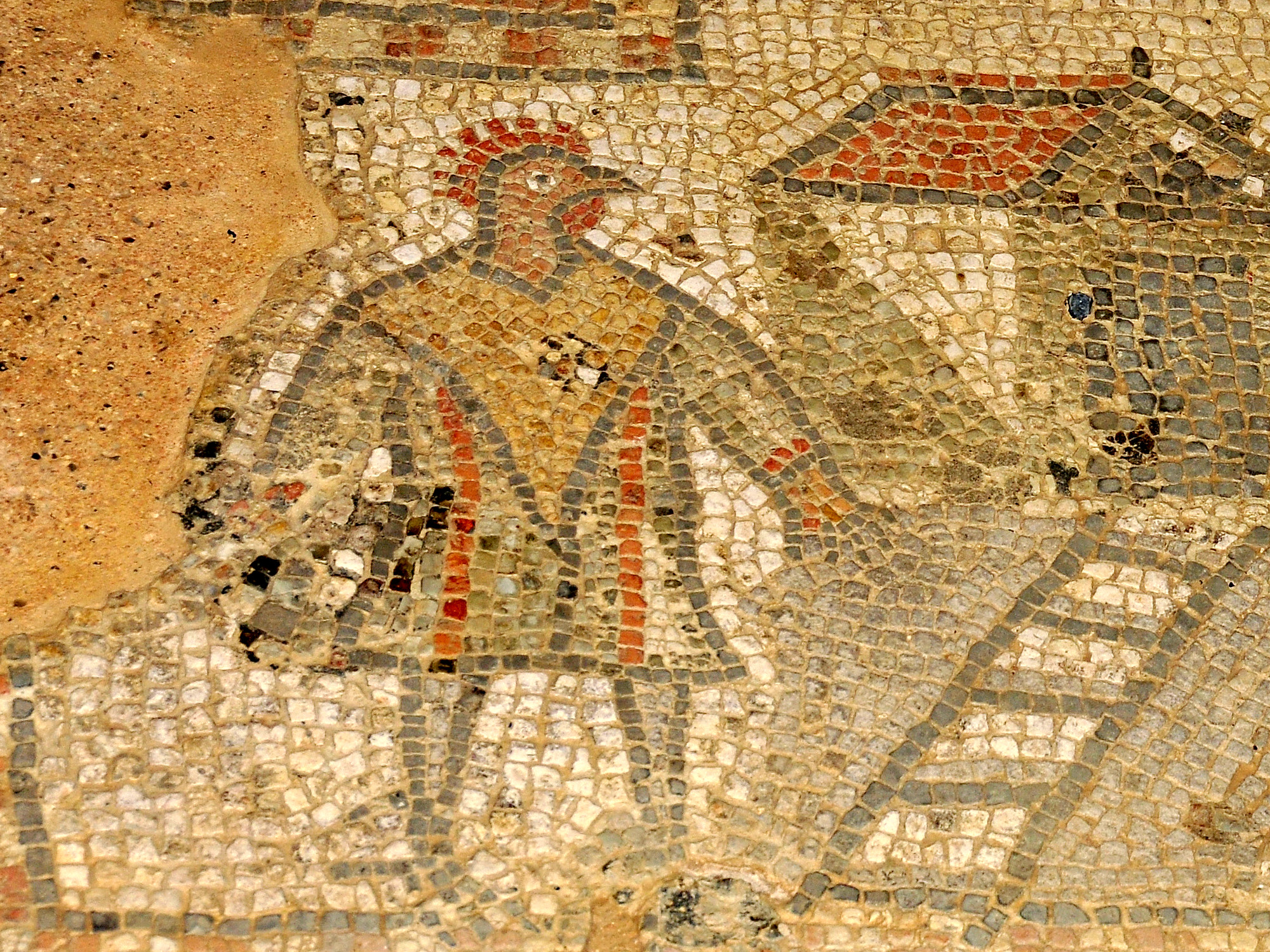
Mosaik: Mann mit Hahnenkopf

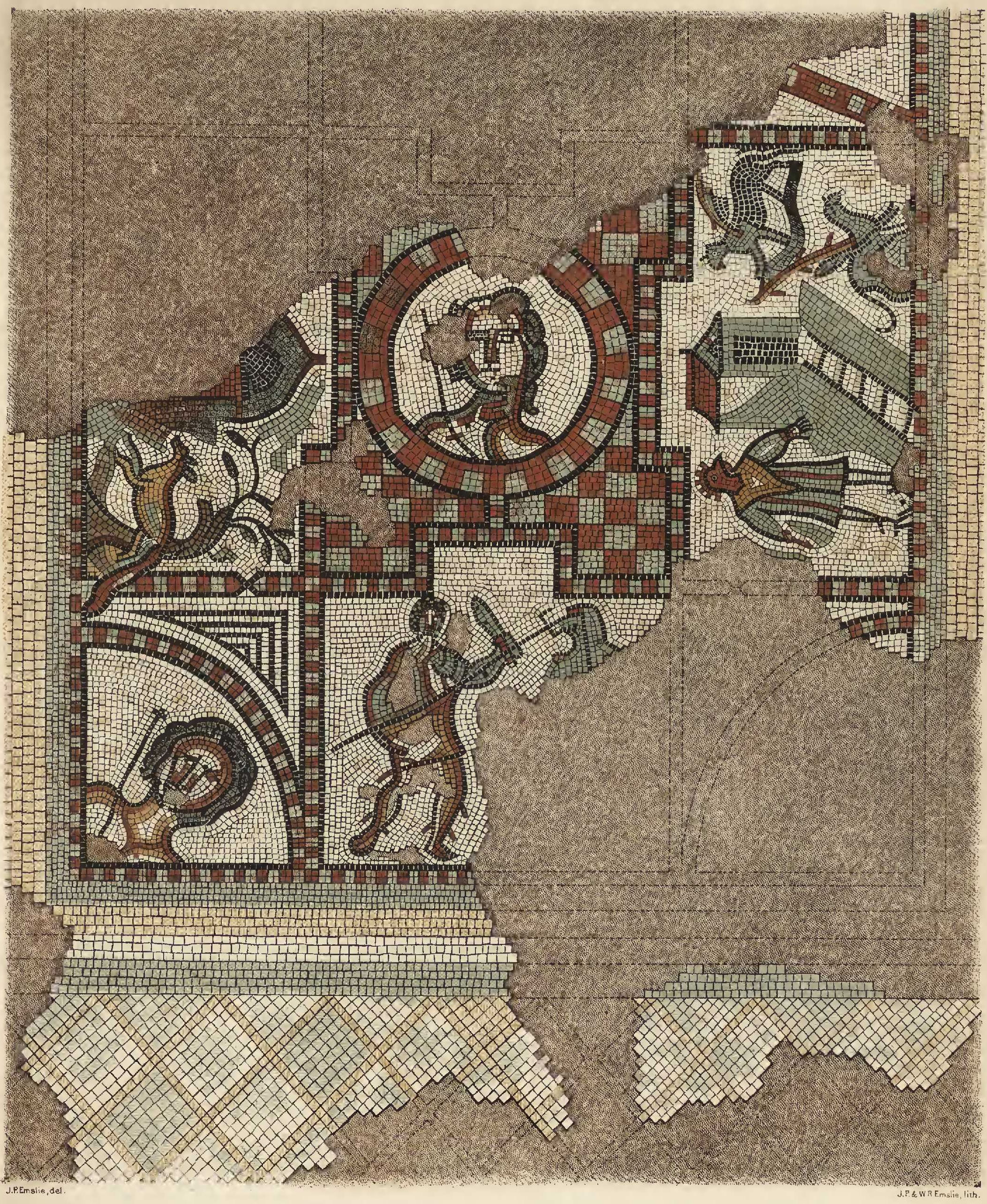
Mosaik mit Bacchus und Mann mit Kopf eines Hahnes

Am Ende des dritten oder zu Beginn des vierten Jahrhunderts wurde die Villa reich mit figürlichen Mosaiken ausgestattet. Das Esszimmer erhielt ein Mosaik mit geometrischen Mustern. Es war bei der Auffindung nicht gut erhalten und ist heute ganz verschwunden. Auf dem Boden der Veranda befindet sich ein Mosaik mit einem Schachbrettmuster (rot und weiß). Im Zentrum befindet sich ein Medaillon mit Orpheus, der eine Lyra spielt. Um ihm herum sind Tiere angeordnet. Links von ihm (von ihm aus gesehen) befindet sich ein Vogel und ein Canoidea, vielleicht ein Fuchs. Auf der anderen Seite sieht man einen Affen und einen weiteren Vogel.
In einem Raum im Süden zeigt ein Mosaik Bacchus in der Mitte und vier Paneele mit Szenen. Beim Eintreten in den Raum sah man zunächst zwei Gladiatoren im Kampf (einen Retiarius und einen Secutor). Das Panel zur rechten zeigt einen Mann mit dem Kopf eines Hahnes und Greifen. Daneben befindet sich ein Haus und es folgen zwei Greifen. Die Szene erinnert an Darstellungen in einem Amphitheater. Das Bild gab Anlass zu verschiedenen Spekulationen, und es wurde vermutet, dass dies eine Anspielung auf Kaiser Gallus ist, der viel Zeit im Amphitheater verbracht haben soll. Eine neuere Interpretation sieht in dieser Figur die ägyptisch-griechisches Gottheit Hermes Trismegistos, die mit einem Ibiskopf dargestellt wurde. Der Mosaikkünstler hatte offensichtlich nie einen Ibis gesehen und zeichnete hier einen Hahnenkopf. Das dritte erhaltene Panel zeigt die Reste eines Hauses mit Kuppel und ein hundeartiges Tier. In den Ecken des Mosaiks befanden sich Büsten, nur eine ist erhalten und zeigt eventuell einen Satyr.
In einem weiteren Raum fand sich ein Jahreszeitenmosaik. Es ist stark zerstört und zeigt Perseus und Andromeda in einem von fünf Feldern, während die anderen weitestgehend verloren sind. Immerhin deuten Reste darauf, dass sich im zentralen Feld der Kopf von Medusa oder Neptunus befand. Die Ecken des Mosaiks zeigen die Jahreszeiten als Büsten. Ein kleines Mosaik in einem Durchgang zwischen zwei Räumen zeigt einen sitzenden Philosophen. Das besterhaltene Mosaik im Nebenraum zeigt in der Mitte wiederum den Kopf der Medusa. In den angrenzenden Feldern findet man Szenen aus der griechischen Mythologie: Achilleus und eine Frau, Lykurg mit Ambrosia, ein Paar (nicht identifiziert), sowie Ceres und Triptolemus. Als abschließender Rand findet man Meereswesen, wie Nymphen und Tritonen.

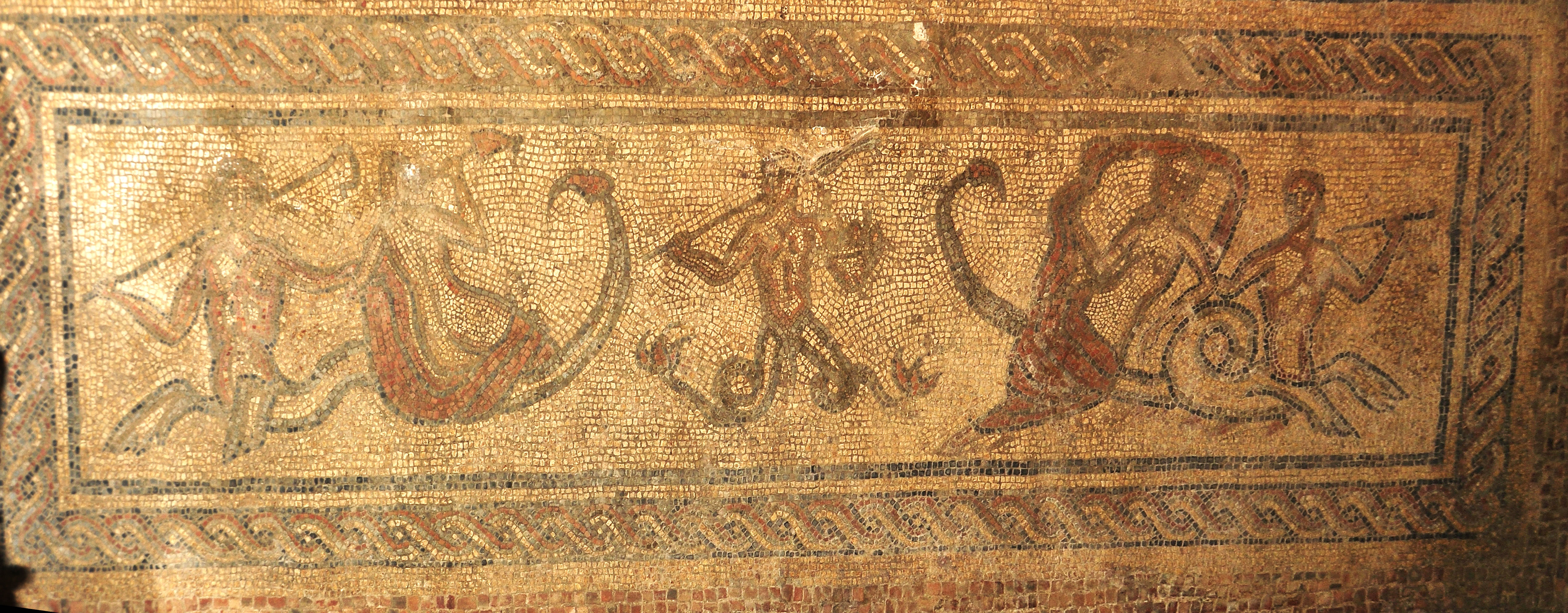
Meereswesen
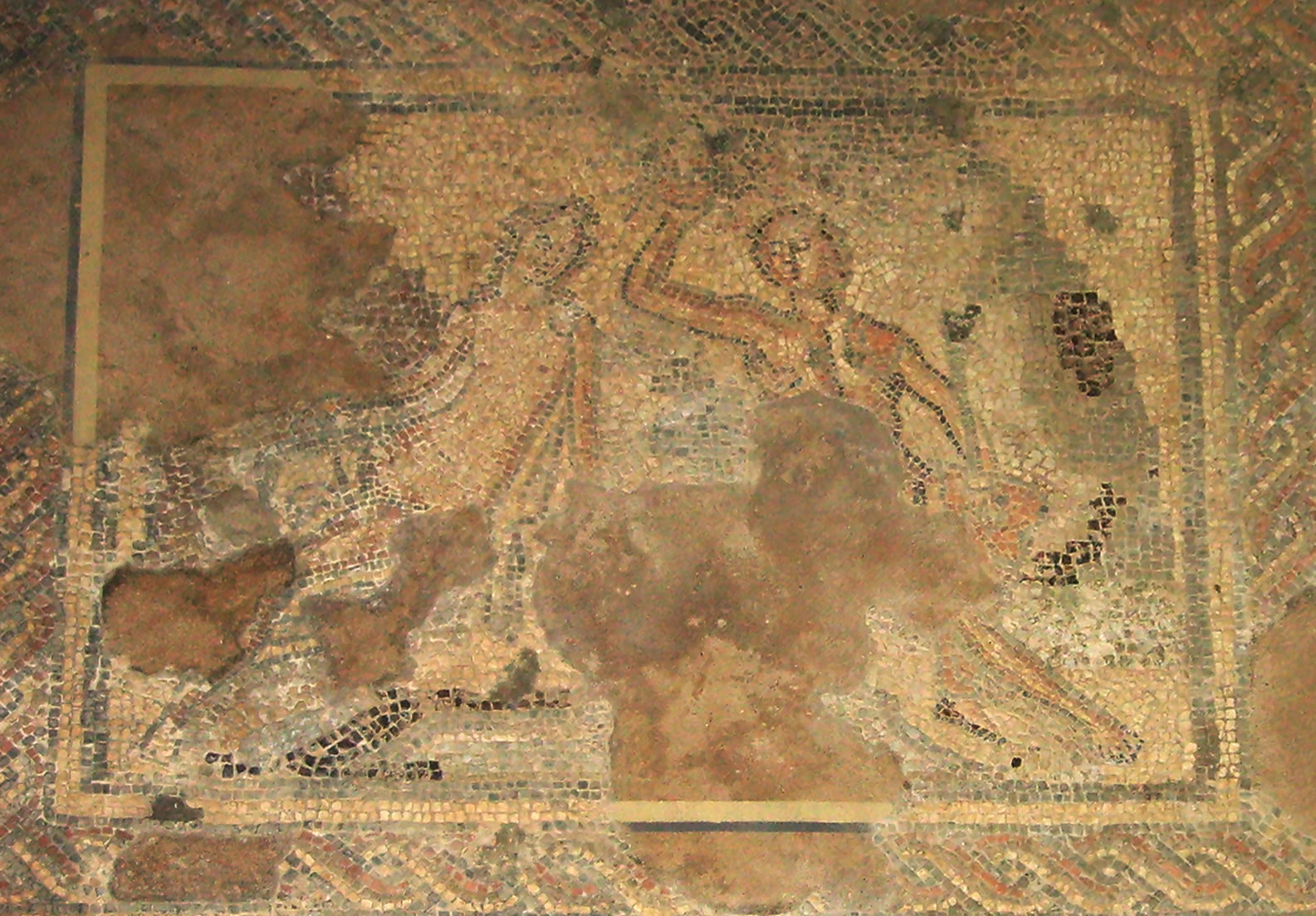
Perseus und Andromeda
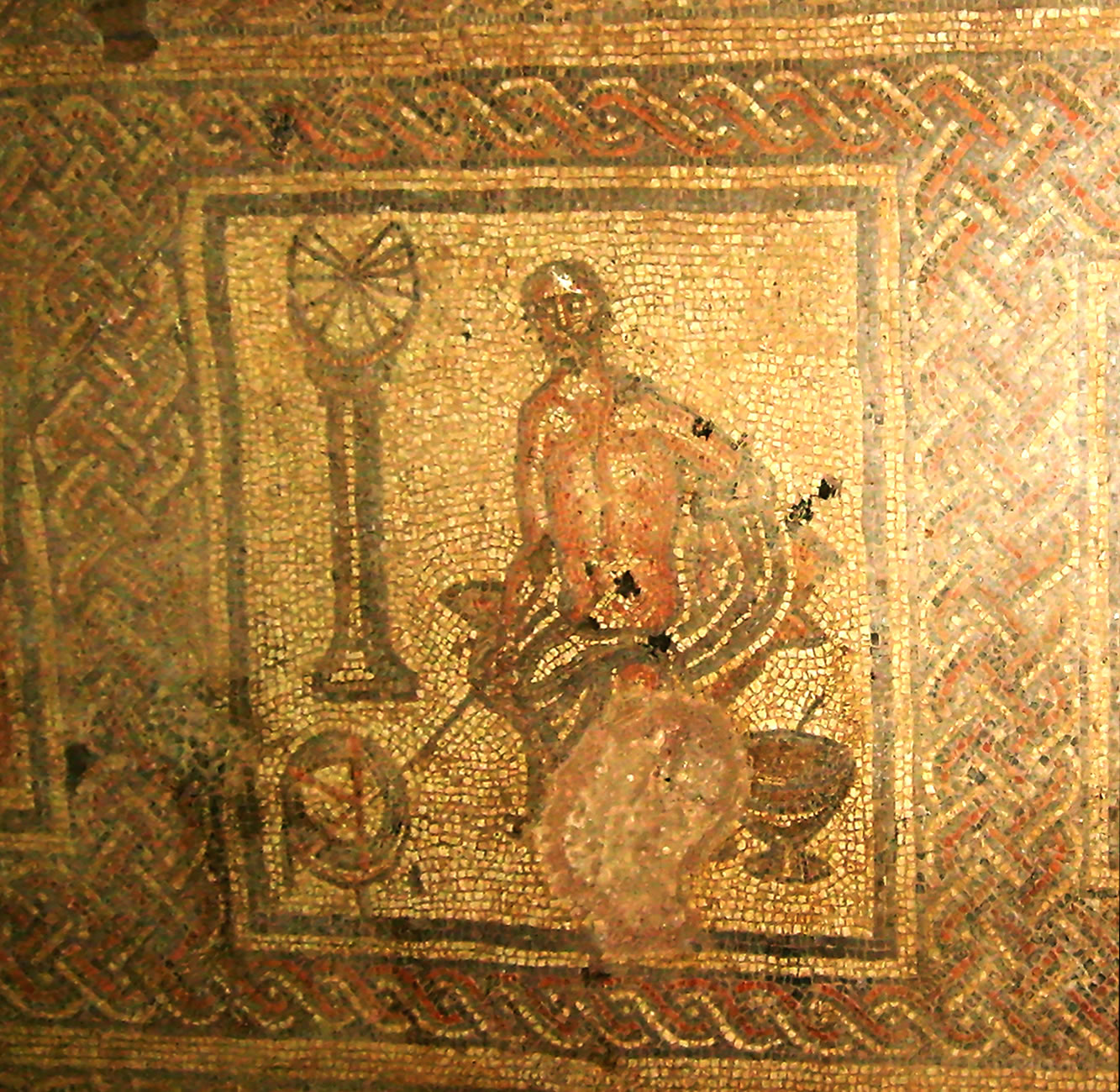
Philosoph
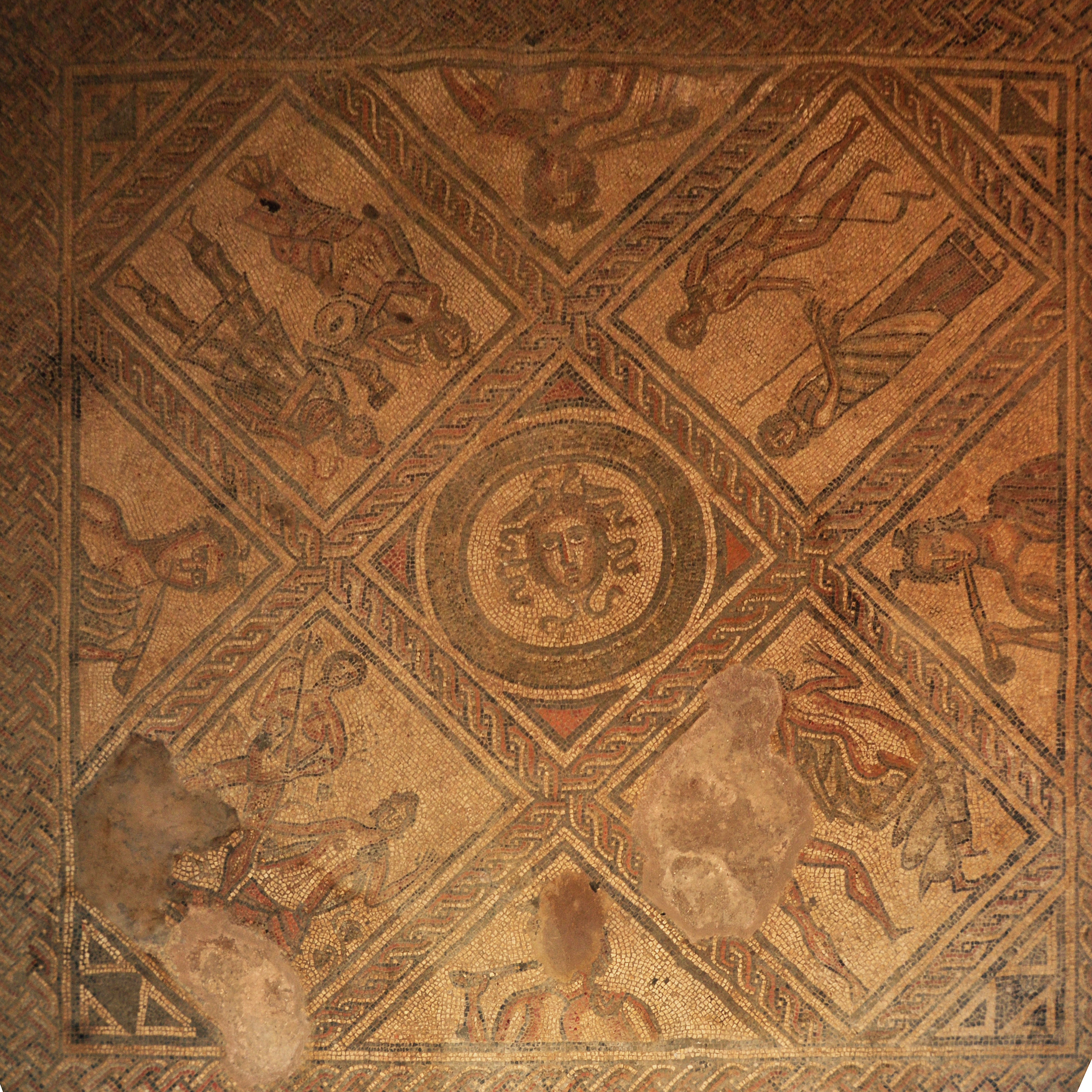
Mosaik mit diversen mythologischen Szenen

## Funde
Im Brunnen fand sich eine gut erhaltene Terra-Sigillata-Schale. Hier fanden sich auch viele Reste von Ochsen, Schweinen und Geflügel. Dies mag auf Brunnenopfer hindeuten. Als der Brunnen schon lange versandet war, wurden in ihn drei kleine Hunde geworfen. Es fand sich schließlich auch das Skelett eines jungen Mannes. Verschiedene Glasscherben kamen zutage, die sich zum Teil wieder zu Gefäßen rekonstruieren ließen. Es wurden zahlreiche Fensterglasscherben gefunden. Etwa 100 Münzen kamen bei den verschiedenen Ausgrabungen zu Tage. Einige wenige datieren in vorrömische Zeit, andere ins erste und zweite Jahrhundert unter römischer Herrschaft. Ein großer Teil ins dritte und vierte bis an den Beginn des fünften Jahrhunderts, womit sicher bezeugt ist, dass die Anlage bis zum Ende der römischen Herrschaft in Betrieb war.

## Ausgrabungen

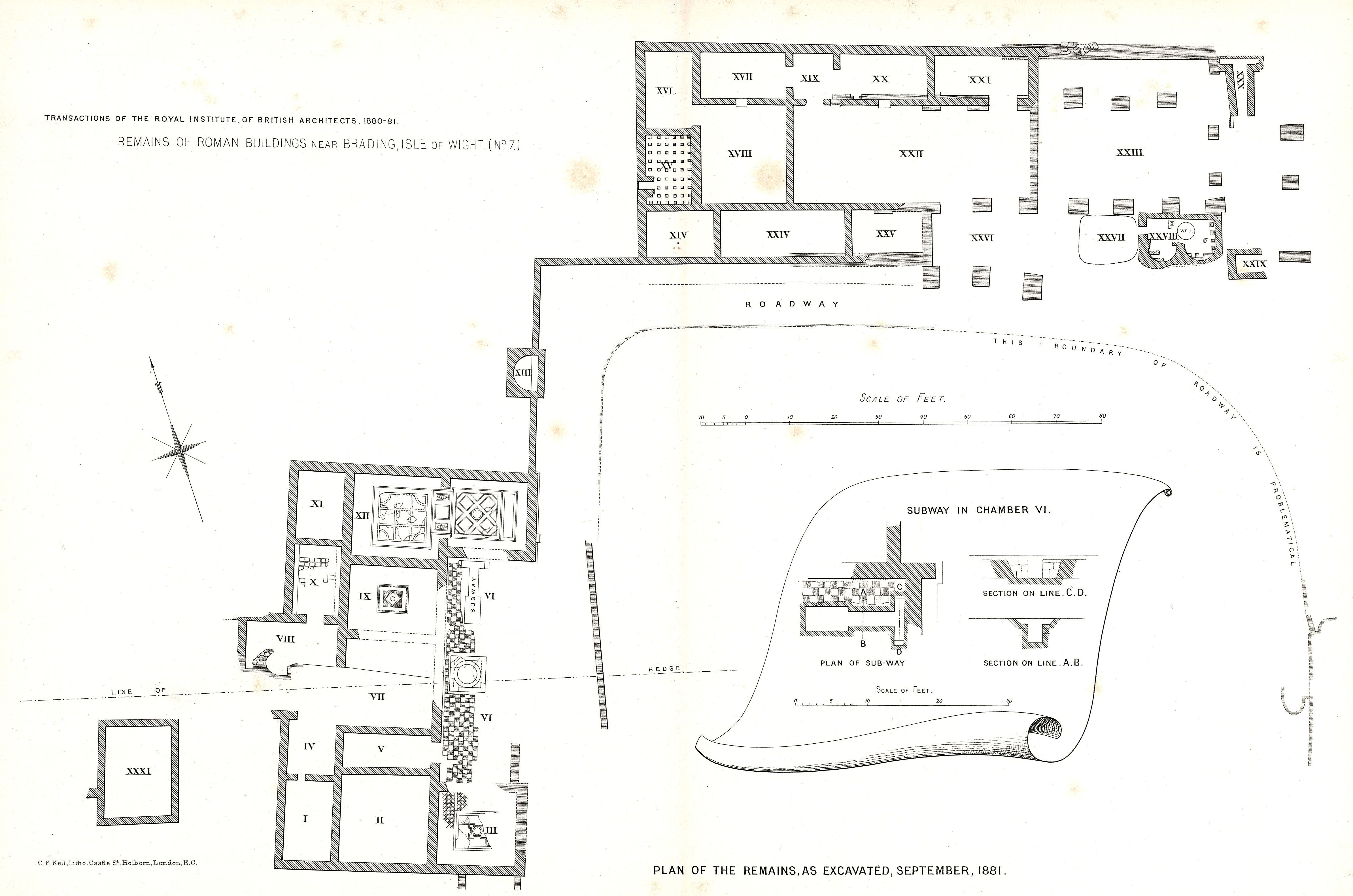
Plan der Villa von 1881

Die Reste der Villa wurden 1879 von Captain Thorp entdeckt, der ein ehemaliger Armeeoffizier war und nach Antiquitäten suchte. Kinder hatten ihm Funde aus der Villa gezeigt, die sich auf den Feldern von Herr Munns, einem Bauern, befanden. Bis April 1880 waren Teile des Haupthauses ausgegraben, doch mussten die Untersuchungen vorerst unterbrochen werden, da das Haus in das Nachbargrundstück von Louisa Lady Oglander reichte. Diese kaufte nun Teile des Grundes von Herrn Munns auf. Im Sommer 1880 begannen hier die beiden Archäologen John Price und F. G. Hilton Price zu graben, hatten aber nur Finanzierungen für ein Jahr. 1881 erschien schon ein Ausgrabungsbericht. 1881 übernahm dann John Oglander, ein Neffe von Lady Oglander, die Grabungen und grub bis 1885 einen großen Teil der ganzen Anlage aus. Die Reste des Haupthauses wurden 1885 überdacht. 1994 wurde die Villa überflutet, wobei einige Mosaiken stark beschädigt wurden. In den folgenden Jahren wurden die Reste von einem völlig neuen Gebäude überdacht. 1992, 1997, 2002 und 2003 fanden weitere kleinere Untersuchungen statt. Größere Ausgrabungen wurden 2008 bis 2010 unter Barry Cunliffe statt, die vor allem die Geschichte der Anlage klärten, die bis dahin kaum verstanden wurde. Diese Grabungen wurden 2013 publiziert.